# SD Gundam Eiyūden: Musha Densetsu
SD Gundam Eiyūden: Musha Densetsu (SDガンダム英雄伝 武者伝説) est un jeu vidéo de rôle développé et édité par Bandai en mars 2001 sur WonderSwan Color. C'est une adaptation en jeu vidéo de la série basée sur l'anime Mobile Suit Gundam et notamment Super Deformed Gundam. Il fait partie d'une série de deux jeux vidéo,.

## Série
- SD Gundam Eiyuuden: Kishi Densetsu : 2001, WonderSwan Color
- SD Gundam Eiyuuden: Musha Densetsu